# 7월 31일
7월 31일은 그레고리력으로 212번째(윤년일 경우 213번째) 날에 해당한다. 이 날은 7월의 마지막 날이며, 7월의 마지막 주 평일은 7월 29일 또는 30일이다.

## 사건
- 781년 - 일본의 후지산이 처음 분화했다(가장 오래된 분화기록)
- 1907년 - 대한제국 군대가 해산되다.
- 1944년 - 앙투안 드 생텍쥐페리가 제2차 세계 대전 중 전투기를 조종하다 실종되다.
- 1946년 - 반탁학련이 세워졌다.
- 1959년 - 조봉암이 진보당 사건과 관련하여 사형되다.
- 1976년 - 대구 동아백화점 화재 사고 발생.
- 1980년 - 계엄사령부에서 김대중 등 37명을 내란음모혐의로 기소하다.
- 1992년 -
  - 조지아, 유엔에 가입하다.
  - 대한민국 서울에서 신행주대교 붕괴 사건이 일어나다.
  - 타이항공 311편 추락 사고 발생.
- 2014년 -
  - 인도 서부 마하라슈트라주에서 현지시간 30일 오전 10시 45분 쯤에 폭우로 인해 산사태가 일어났다. 25명이 사망하고 150명이 매몰되었다.
  - 전라남도 여수시의 한 조선 해양소에서 암모니아 가스 누출 사고가 일어났다. 이사고로 1명이 사망하고 30명이 부상당했다.
  - 아르헨티나 정부가 13년 만에 채무 불이행을 선언하였다.

## 문화
- 2008년 - 주식회사 인터넷 사에서 VOCALOID2 Gackpoid를 발표.
- 2009년 - 대한민국의 보물 동의보감이 세계기록유산에 등재되다.
- 2010년 - 브라질 브라질리아에서 열린 제34차 세계유산위원회 회의에서 마셜 제도 비키니 환초 등의 문화유산과 함께 대한민국 하회마을과 양동마을이 유네스코 세계문화유산으로 등재되었다.
- 2012년 -
  - SBS프리즘타워 준공 및 개장.
  - 대한민국 포털 사이트 중 하나였던 파란이 서비스를 종료하고 일부 기능을 다음커뮤니케이션으로 이관하다.
- 2015년 - 국제 올림픽 위원회에서 2022년 동계 올림픽 개최지가 베이징으로 결정이 났다.
- 2016년 - 해리 포터와 저주받은 아이가 출판되었다.

## 탄생
- 1581년 - 일본의 에도 막부 2대 쇼군 도쿠가와 히데타다.  (~1632년)
- 1800년 - 독일의 화학자 프리드리히 뵐러. (~1882년)
- 1817년 - 미국의 철학자, 시인, 수필가 헨리 데이비드 소로. (~1862년)
- 1912년 - 미국의 경제학자 밀턴 프리드먼. (~2006년)
- 1914년 - 이탈리아의 영화감독 마리오 바바. (~1980년)
- 1925년 - 미국의 군인 샘 S. 워커. (~2015년)
- 1929년
  - 우루과이의 축구 선수 호세 산타마리아.
  - 미국의 배우 돈 머레이. (~2024년)
  - 잉글랜드의 작가 린 레이드 뱅크스. (~2024년)
- 1942년 - 잉글랜드의 가수 겸 작곡가 대니얼 분.
- 1943년 - 미국의 싱어송라이터 및 배우 로보.
- 1947년
  - 일본의 배우, 탐험가 이즈미 마사코. (~2025년)
  - 잉글랜드의 배우 리처드 그리피스. (~2013년)
- 1950년 - 대한민국의 만화가 김수정.
- 1956년
  - 미국의 배우 마이클 빈.
  - 일본의 정치인 마쓰바라 진.
- 1962년
  - 대한민국의 배우 유형관.
  - 미국의 배우 웨슬리 스나이프스.
- 1963년 - 일본의 만화가 이토 준지.
- 1964년 - 네덜란드의 팝 가수 C. C. 캐치.
- 1965년 - 영국의 소설가 조앤 롤링.
- 1966년 - 불가리아의 레슬링 선수 이반 초노프.
- 1967년
  - 대한민국의 가수 겸 배우 K2.
  - 일본의 가수 혼다 미나코. (~2005년)
- 1969년
  - 대한민국의 배우 김양우.
  - 이탈리아의 전 축구 선수, 현 축구 감독 안토니오 콘테.
- 1971년
  - 대한민국의 성우 홍소영.
  - 대한민국의 드러머 신석철.
  - 대한민국의 배우 김미라.
- 1972년 - 케냐의 마라톤 선수 캐서린 은데레바.
- 1973년 - 대한민국의 배구 선수, 지도자 김상우.
- 1974년
  - 대한민국의 배우 윤영준.
  - 대한민국의 배우 이종혁.
  - 대한민국의 배우 곽승남.
- 1976년
  - 코스타리카의 전 축구 선수 파울로 완초페.
  - 미국의 성우 멜라 리.
- 1977년 - 오스트레일리아의 희극인 샘 해밍턴.
- 1978년
  - 대한민국의 아나운서 김지윤.
  - 대한민국의 배우 허인영.
- 1979년
  - 스페인의 축구 선수 카를로스 마르체나.
  - 미국의 야구 선수 앤디 밴 헤켄.
- 1980년 - 일본의 가수 아이우치 리나.
- 1981년
  - 미국의 가수, 작곡가 M. 섀도스.
  - 브라질의 모델 아나 클라우지아 미셰우스.
- 1982년
  - 대한민국의 배우 이상원.
  - 대한민국의 희극인 김장군.
- 1983년
  - 대한민국의 배우 박진우.
  - 대한민국의 축구 지도자 김현준.
- 1984년 - 대한민국의 야구 선수 허도환.
- 1985년
  - 대한민국의 야구 선수 장원준 (두산 베어스).
  - 대한민국의 아나운서 조윤경.
  - 일본의 축구 선수 도키자와 사토시.
- 1986년 - 대한민국의 가수 구윤회.
- 1987년
  - 대한민국의 영화배우, 연극배우 이슬기.
  - 대한민국의 야구 선수 원종현.
  - 미국의 축구 선수 마이클 브래들리.
- 1988년 - 일본의 가수, 보컬강사 엔도 마이.
- 1989년
  - 일본의 축구 선수 구로키 고헤이.
  - 미국의 종합격투기 선수 알제메인 스털링.
- 1990년
  - 대한민국의 야구 선수 최성민 (LG 트윈스).
  - 대한민국의 기상캐스터 이귀주.
- 1991년 - 대한민국의 야구 선수 문선엽.
- 1992년
  - 대한민국의 가수, 배우 박수아 (애프터스쿨).
  - 쿠바의 야구 선수 호세 페르난데스.
- 1993년 - 미국의 농구 선수 밥 웨그너.
- 1994년
  - 대한민국의 가수 로니 (XEED).
  - 대한민국의 트로트 가수 류원정.
- 1995년
  - 대한민국의 래퍼 민우 (보이프렌드).
  - 대한민국의 가수 Y (골든차일드).
  - 대한민국의 야구 선수 김경호.
  - 대한민국의 테너 진원 (테너) (리베란테).
- 1996년 - 대한민국의 가수 엘리엇비.
- 1997년 - 브라질의 축구 선수 루앙 디아스 다 시우바.
- 1998년
  - 대한민국의 가수 나윤 (모모랜드).
  - 대한민국의 가수 지우.
  - 미국의 육상 선수 퀸시 홀.
- 1999년 - 대한민국의 가수 홍주찬. (골든차일드).
- 2000년 - 대한민국의 배우 김새론. (~2025년)
- 2001년 - 대한민국의 배우 노정의.
- 2002년 - 대한민국의 가수 휘서.
- 2003년 - 대한민국의 가수 다정.
- 2004년 - 대한민국의 배우 이디엘.

## 사망
- 1556년 - 스페인의 사제, 성인 이냐시오 데 로욜라. (1491년~)
- 1784년 - 프랑스의 계몽주의 철학자, 작가 드니 디드로. (1713년~)
- 1819년 - 프랑스의 사회주의자, 정치인 장 조레스. (1859년~)
- 1875년 - 미국의 제 17대 대통령 앤드루 존슨. (1808년~)
- 1886년 - 헝가리의 작곡가이자 피아니스트 프란츠 리스트. (1811년~)
- 1944년 - 프랑스의 소설가 앙투안 드 생텍쥐페리. (1900년~)
- 1959년 - 대한민국의 정치인 조봉암. (1898년~)
- 2008년 - 대한민국의 소설가 이청준. (1939년~)
- 2009년
  - 대한민국의 작곡가 김동진. (1913년~)
  - 영국의 축구 선수, 축구 감독 보비 롭슨. (1933년~)
- 2012년 - 미국의 작가, 평론가, 영화인 고어 비달. (1925년~)
- 2015년
  - 캐나다의 프로레슬링 선수 로디 파이퍼. (1954년~)
  - 대한민국의 경제학자 김수행. (1942년~)
- 2016년 - 대한민국의 농학자 이춘녕. (1917년~)
- 2017년 - 프랑스의 배우 잔 모로. (1928년~)
- 2019년 - 대한민국의 성우 박일. (1946년~)
- 2020년
  - 대한민국의 배구선수 고유민. (1995년~)
  - 잉글랜드의 영화감독 앨런 파커. (1944년~)
  - 카메룬의 축구선수 스테팡 타타우. (1963년~)
- 2021년
  - 대한민국의 변호사 강신옥. (1936년~)
  - 대한민국의 축구선수 여효진. (1983년~)
- 2022년
  - 소련의 KGB 의장 바딤 바카틴. (1937년~)
  - 필리핀의 제12대 대통령 피델 V. 라모스. (1928년~)
  - 미국의 농구선수 빌 러셀. (1934년~)
  - 알카에다의 2대수장 아이만 알자와히리. (1951년~)
- 2024년
  - 대한민국의 소설가 송기원. (1947년~)
  - 이탈리아의 영화배우 로베르토 에를리츠카. (1937년~)
  - 팔레스타인의 정치인 이스마일 하니예. (1963년~)
- 2025년
  - 이탈리아의 영화배우 아드리아나 아스티. (1931년~)
  - 미국의 연극감독 로버트 윌슨. (1941년~)

## 기념일
- 하와이 주기의 날(Ka Hae Hawaiʻi Day): 하와이주

## 같이 보기
- 전날: 7월 30일 다음날: 8월 1일 - 전달: 6월 30일 다음달: 8월 31일
- 모두 보기